# حقوق الإنسان في ميانمار

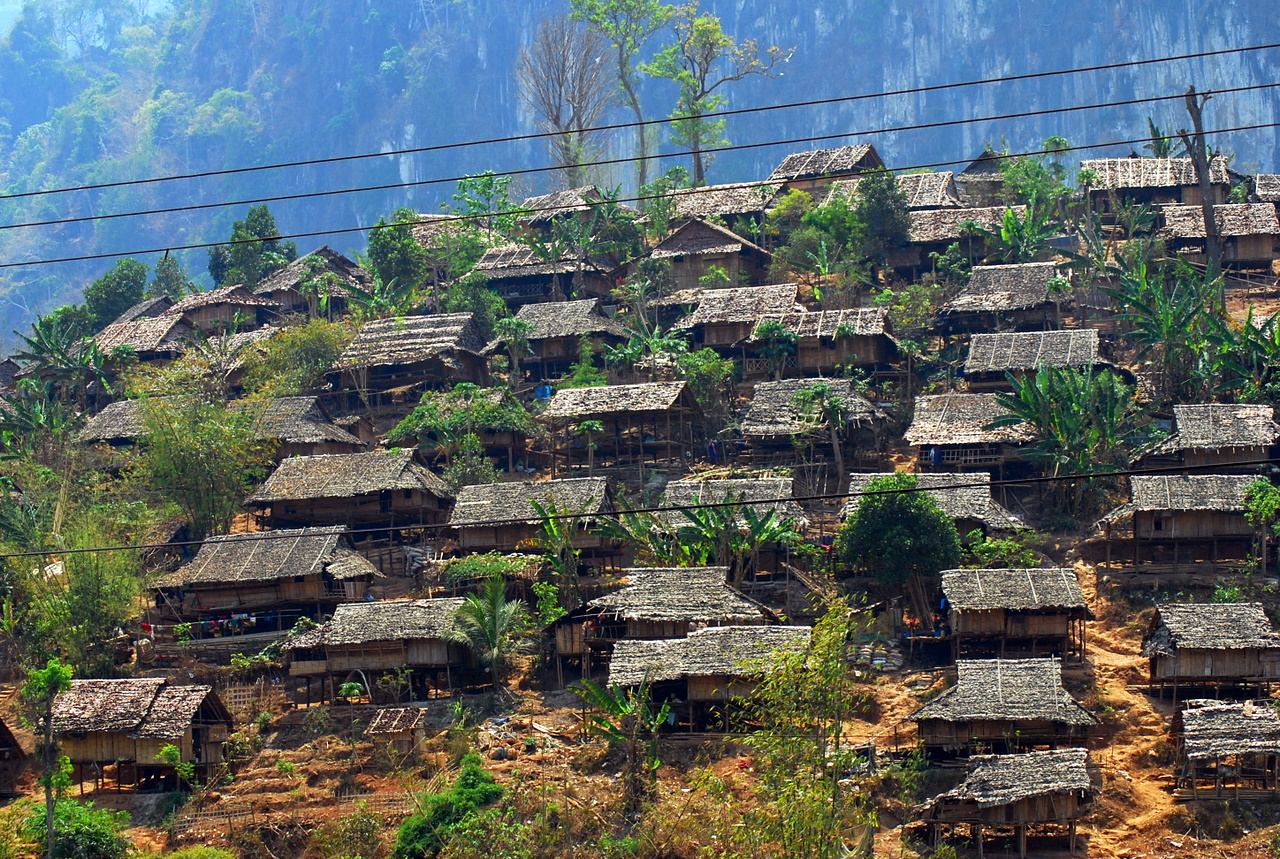

اعتبرت حقوق الإنسان في ميانمار -خلال فترة الحكم العسكري فيها- الأسوأ في العالم، إذ وثّقت منظمة هيومن رايتس ووتش والجمعية الأمريكية لتقدم العلوم انتهاكات حقوق الإنسان في ميانمار وأدانتها. يشير تقرير الحرية لعام 2011 الصادر عن فريدم هاوس إلى أنّ «الحكومة العسكرية قمعت جميع الحقوق الأساسية تقريبًا، وارتكبت الكثير من الانتهاكات في حقوق الإنسان وأفلتت من العقاب». كان من بين أكثر من 2100 سجين سياسي في البلاد في عام 2011، نحو 429 عضوًا من الرابطة الوطنية لأجل الديمقراطية ممن انتصروا في انتخابات عام 1990، وتبعًا لجمعية مساعدة السجناء السياسيين كان هنالك نحو 100 سجين سياسي في بورما حتى شهر يوليو من عام 2013.
كتبت سامانثا باور المساعدة الخاصة للرئيس الأمريكي باراك أوباما في 9 نوفمبر من عام 2012، لرئيس حقوق الإنسان في مدونة البيت الأبيض قبل زيارة الرئيس: «لا يزال هناك انتهاكات خطيرة لحقوق الإنسان في العديد من المناطق، لا سيما تلك التي تُمارس في حق الأطفال والنساء». دعت الجمعية العامة للأمم المتحدة مرارًا الحكومات العسكرية السابقة في بورما إلى احترام حقوق الإنسان، واتخذت في عام 2009 قرارًا «يدين بشدة الانتهاكات المنهجية المستمرة لحقوق الإنسان وللحريات الأساسية»، ودعت الحكومة العسكرية الحاكمة آنذاك إلى «اتخاذ تدابير عاجلة من شأنها أن تضع حدًا لانتهاكات القانون الدولي لحقوق الإنسان وللقانون الإنساني الدولي».
كانت الأشغال الشاقة والاتجار بالبشر وعمالة الأطفال من الأمور الشائعة في فترة سيطرة الحكومة العسكرية البورمية، إلى جانب استخدامها للعنف الجنسي كأداة للسيطرة بما فيها مزاعم الاغتصاب المنهجي والاستعباد الجنسي من قبل الجيش، وجميعها ممارسات حصلت في عام 2012.
تشكلت لجنة مكونة من ثلاثة أعضاء في مجلس حقوق الإنسان التابع للأمم المتحدة في عام 2017 مهمتها تقصي الحقائق. تهدف هذه المهمة إلى «إثبات حقائق ووقائع الانتهاكات الأخيرة المزعومة لحقوق الإنسان التي جرت على أيدي القوات العسكرية والأمنية، والإجراءات التعسفية في ميانمار... بهدف ضمان المساءلة الكاملة عن الجناة والعدالة للضحايا».
لم تتعاون حكومة ميانمار مع بعثة تقصي الحقائق، ولم تسمح لمقرر الأمم المتحدة الخاص المسؤول عن حالة حقوق الإنسان في ميانمار بالدخول إلى البلاد. وجدت بعثة تقصي الحقائق أن قوات الأمن ارتكبت انتهاكات خطيرة للقانون الدولي «تستدعي التحقيق الجنائي والملاحظة القضائية»، تتضمن جرائم ضد الإنسانية وجرائم الحرب والإبادة الجماعية.
ردت حكومة ميانمار على هذه الادعاءات بأن عمل البعثة كان غير مسؤول وغير بناء، فعلى سبيل المثال، علَّق يو كياو مو تون الممثل الدائم لميانمار لدى الأمم المتحدة في جنيف، بأن «شعب ميانمار، الذي اعتاد الوقوف إلى جانب الأمم المتحدة في نضالها الطويل من أجل الديمقراطية وحقوق الإنسان، يشعر بالخيبة إزاء الموقف غير الموضوعي الذي اتخذته بعض عناصر الأمم المتحدة تجاه قضية ميانمار».

## حرية الدين وحقوق الأقليات والصراع الداخلي
وجدت أدلة تشير إلى أن النظام في بورما قد صنف عددًا من الأقليات مثل كارين وكارني وشان بغرض إبادتها، وعلى الرغم من ذلك، لم تحصل الأدلة على اهتمام كبير من المجتمع الدولي لأن هذه الحوادث حصلت بطريقة متقنة وغير مباشرة مقارنةً بعمليات القتل الجماعي في أماكن مثل رواندا. عانى المسلمون في روهينغيا من انتهاكات حقوق الإنسان باستمرار منذ عام 1978 بحسب منظمة العفو الدولية، إذ فرَّ العديد منهم إلى بنغلاديش نتيجة ذلك، كما اندلع العنف ضد المجتمعات المسيحية مثل الكاشين منذ استئناف القتال في صراع الكاشين في يونيو من عام 2011.

### اضطهاد المسلمين
لطالما واجه مسلمو روهينغيا انتهاكات لحقوق الإنسان مارسها النظام في بورما ضدهم، حيث رفض الاعتراف بهم بصفتهم مواطنين «على الرغم من الأجيال التي سكنت البلاد» وحاول طرد سكان روهينغيا بالقوة واستبدالهم بآخرين، ونتج عن هذه السياسة طرد ما يقارب نصف سكان روهينغيا من بورما. نزح نحو  90.000شخص نتيجة أعمال العنف الطائفي بين مسلمي روهينغيا والبوذيين من ولاية راخين الغربية في بورما، وبناءً على ذلك فقد وصف شعب روهينغيا على أنه «من بين أقل المطلوبين في العالم» و«من الأقليات الأكثر اضطهاداً في العالم».
جُرد سكان روهينغيا من جنسيتهم البورمية منذ صدور قانون الجنسية في عام 1982، بينما اندلعت أعمال شغب بين البوذيين في راخين ومسلمي روهينغيا في عام 2012، نتج عنها 78 قتيلًا و87 جريحًا ودمار الآلاف من المنازل، كما سببت نزوح أكثر من  52.000شخص. حتى يوليو من عام 2012، لم تدرج حكومة ميانمار الأقلية الموجودة في روهينغيا والتي صُنفت على أنها مجموعة من مسلمي بنغلاديش عديمي الجنسية منذ عام 1982، في قائمة الحكومة التي تحتوي أكثر من 130 تصنيفًا عرقيًا، وبالتالي تدعي الحكومة بأنهم لا يملكون الحق في المطالبة بجنسية ميانمار.

## حرية التعبير والحرية السياسية
ذكر تقرير منظمة العفو الدولية لعام 2004 أنه تم سجن أكثر من 1300 سجين سياسي بعد محاكمات وصفت بأنها غير عادلة بين عامي 1989 و2004، كان منهم زعماء من الرابطة الوطنية لأجل الديمقراطية «أونغ سان سو كيي ويو تين أوو»، اللذان وبحسب منظمة العفو الدولية «حُرما ظلمًا من الحرية بسبب إقدامهم على أعمال سلمية، لا تصنف باعتبارها جرائمًا بموجب القانون الدولي».
وفقًا لجمعية مساعدة السجناء السياسيين «بورما»، كان هنالك نحو 1547 سجينًا سياسيًا في بورما، إذ تضاعف العدد من 1100 في عام 2006 إلى 2123 في عام 2008، وحتى أبريل من عام 2013، كان لا يزال هنالك 176 سجينًا سياسيًا في سجون بورما.

## حرية الصحافة
تراقب الحكومة بشدة وسائل الإعلام في بورما، وتعمل المجلات والمنشورات الأخرى تحت إشراف وزارة الإعلام وتخضع لرقابة شديدة قبل نشرها، ويواجه الصحفيون عواقب وخيمة في حال انتقادهم لمسؤولي الحكومة أو السياسة، أو حتى عند إعدادهم تقريرًا لنقد ما. خُففت القيود المفروضة على الرقابة الإعلامية بشكل كبير في أغسطس من عام 2012، بعد المظاهرات التي شملت مئات المحتجين الذين ارتدوا قمصانًا كُتب عليها عبارات تطالب الحكومة «بالكف عن قتل الصحافة».

## حقوق الأطفال
يعتبر خطف الأطفال وتجنيدهم في الجيش أمرًا شائعًا في ميانمار بحسب هيومن رايتس ووتش، إذ قُدر أن نحو 70.000 جندي من جنود البلاد الذين يتراوح عددهم بين 350.000 و400.000 هم من الأطفال، كما أن هنالك العديد من التقارير التي تثبت انتشار عمالة الأطفال على نطاق واسع.

### تجنيد الأطفال
أطلق جيش بورما في سبتمبر من عام 2012، سراح 42 طفلًا جنديًا، واجتمعت منظمة العمل الدولية مع ممثلي الحكومة وجيش استقلال كاشين للعمل على إطلاق سراح المزيد من الأطفال الجنود. بحسب سامانثا باور، أثار وفد من أمريكا مسألة تجنيد الأطفال مع الحكومة في أكتوبر من عام 2012، وعلى الرغم من ذلك، لم تتقدم الحكومة بأية خطوة نحو الإصلاح في هذا المجال.

## التعذيب والاغتصاب اللذان تفرضهما الدولة
قدم التقرير الذي صدر في عام 2002 عن مؤسسة شان لحقوق الإنسان وشبكة عمل المرأة في شان، تفاصيلًا عن 173 حادث اغتصاب وغيره من أشكال العنف الجنسي الأخرى، ارتكبتها قوات تاتمادوا «الجيش البورمي» في ولاية شان والتي حصل معظمها بين 1996 و2001، ولكن المؤلفين وجدوا أن هذه الأرقام قد تكون أقل بكثير من الواقع. بحسب التقرير «يسمح النظام العسكري في بورما لقواته بارتكاب جرائم الاغتصاب بشكل منهجي وعلى نطاق واسع دون تعرض المغتصبين لأي عقاب، بغية ترهيب وإخضاع الشعوب العرقية في ولاية شان»، ويذكر التقرير أيضًا، أن 25% من حوادث الاغتصاب أسفرت عن وفيات، كما عُرضت الجثث أمام المجتمعات المحلية في بعض الحالات. جرى 61% من عمليات الاغتصاب الجماعي داخل القواعد العسكرية، إضافة إلى احتجاز أعداد من النسوة واغتصابهن بشكل متكرر لفترات وصلت حتى 4 أشهر. نفت حكومة بورما نتائج التقرير، وألقت مسؤولية العنف في المنطقة على المتمردين.